# Halowe Mistrzostwa Świata w Lekkoatletyce 1987 – bieg na 400 m mężczyzn
Bieg na 400 metrów mężczyzn – jedna z konkurencji biegowych rozgrywanych podczas halowych mistrzostw świata w  hali Hoosier Dome w Indianapolis. Eliminacje i półfinały zostały rozegrane 6 marca, a bieg finałowy 7 marca 1987. Zwyciężył reprezentant Stanów Zjednoczonych Antonio McKay. Tytułu zdobytego na światowych igrzyskach halowych w 1985 nie bronił Thomas Schönlebe z Niemieckiej Republiki Demokratycznej.

## Rezultaty

### Eliminacje
Rozegrano 4 biegi eliminacyjne, do których przystąpiło 21 biegaczy. Awans do półfinałów dawało zajęcie jednego z pierwszych dwóch miejsc w swoim biegu (Q). Skład półfinałów uzupełniło dwóch zawodników z najlepszym czasem wśród przegranych (q).
Opracowano na podstawie materiału źródłowego.

#### Bieg 1
| Miejsce | Zawodnik            | Czas  | Uwagi       |
| ------- | ------------------- | ----- | ----------- |
| 1       | Antonio McKay       | 47,33 | Q           |
| 2       | Paul Harmsworth     | 47,33 | Q           |
| 3       | Momcził Charizanow  | 47,44 | q           |
| 4       | Mohamed Nordin Jadi | 50,34 | [ 1 ] [ 2 ] |
| 5       | Isidro del Prado    | 50,49 |             |

#### Bieg 2
| Miejsce | Zawodnik      | Czas  | Uwagi |
| ------- | ------------- | ----- | ----- |
| 1       | Mike Franks   | 47,54 | Q     |
| 2       | Ian Morris    | 47,57 | Q     |
| 3       | Mauro Zuliani | 47,67 |       |
| 4       | David Kitur   | 47,90 |       |
| 5       | Ahmed Hamada  | 49,15 |       |

#### Bieg 3
| Miejsce | Zawodnik          | Czas  | Uwagi       |
| ------- | ----------------- | ----- | ----------- |
| 1       | Roberto Hernández | 46,57 | Q           |
| 2       | Arjen Visserman   | 46,73 | Q,          |
| 3       | John Anzrah       | 46,96 | q,          |
| 4       | Allan Ingraham    | 46,96 | q,          |
| 5       | Moses Ugbisie     | 47,47 | q           |
| 6       | Lenford O’Garro   | 49,84 | [ 1 ] [ 2 ] |

#### Bieg 4
| Miejsce | Zawodnik     | Czas  | Uwagi       |
| ------- | ------------ | ----- | ----------- |
| 1       | Mark Henrich | 47,35 | Q           |
| 2       | Elvis Forde  | 47,49 | Q           |
| 3       | Sunday Uti   | 48,18 |             |
| 4       | Ahmed Ghanem | 48,25 | [ 1 ] [ 2 ] |
| 5       | Dawda Jallow | 50,00 | [ 1 ] [ 2 ] |

### Półfinały
Rozegrano 2 biegi półfinałowe, w których wystartowało 12 biegaczy. Awans do finału dawało zajęcie jednego z trzech pierwszych miejsc w swoim biegu (Q).
Opracowano na podstawie materiału źródłowego.

#### Bieg 1
| Miejsce | Zawodnik          | Czas  | Uwagi |
| ------- | ----------------- | ----- | ----- |
| 1       | Ian Morris        | 46,69 | Q     |
| 2       | Roberto Hernández | 46,74 | Q     |
| 3       | Arjen Visserman   | 46,89 | Q     |
| 4       | Mark Henrich      | 46,89 |       |
| 5       | John Anzrah       | 47,35 |       |
| 6       | Moses Ugbisie     | 47,41 |       |

#### Bieg 2
| Miejsce | Zawodnik           | Czas  | Uwagi |
| ------- | ------------------ | ----- | ----- |
| 1       | Antonio McKay      | 47,60 | Q     |
| 2       | Mike Franks        | 46,78 | Q     |
| 3       | Paul Harmsworth    | 46,97 | Q     |
| 4       | Allan Ingraham     | 47,06 |       |
| 5       | Momcził Charizanow | 47,18 |       |
| 6       | Elvis Forde        | 47,42 |       |

### Finał
Opracowano na podstawie materiału źródłowego.
| Miejsce | Zawodnik          | Czas  | Uwagi       |
| ------- | ----------------- | ----- | ----------- |
| 1       | Antonio McKay     | 45,98 |             |
| 2       | Roberto Hernández | 46,09 | [ 5 ] [ 6 ] |
| 3       | Mike Franks       | 49,19 |             |
| 4       | Ian Morris        | 46,57 |             |
| 5       | Paul Harmsworth   | 46,59 | [ 5 ]       |
| 6       | Arjen Visserman   | 47,11 |             |